# Johan Eriksson (journalist)
Johan Petter Eriksson, född 24 januari 1981 i Långsele församling, är en svensk journalist. 
Eriksson har en fil. kand. i kulturgeografi och en journalistutbildning från Mittuniversitetet. Han har tidigare arbetat som ledarskribent på bland annat Svenska Dagbladet, Smålands-Tidningen och Jönköpings-Posten. Från 2011 till 2020 arbetade han som politisk redaktör och ledarskribent på den moderata tidningen Norrbottens-Kuriren i Luleå.
Eriksson är styrelseledamot i Svenska Nyhetsbyrån och har varit styrelseledamot i Svenska Högerpressens förening.